# Dendrolagus pulcherrimus
Dendrolagus pulcherrimus (лат.) — один из видов древесных кенгуру родом с острова Новая Гвинея.
Проживает в горах Торричелли, провинция Сандаун, Папуа — Новая Гвинея на высоте от 680 до 1120 метров над уровнем моря. Это вид горных тропических лесов.
Угрозу для вида представляют охота местными жителями ради мяса, а также потеря среды обитания из-за перевода лесов в сельскохозяйственные угодья. Низменные леса вырубаются для устройства плантаций масличных пальм. Вид не присутствует ни в одной из природоохранных зон.